# Ovrata
Koordinati:   42°47′38″N, 17°24′29″E
Ovrata je majhen nenaseljen otoček v Jadranskem moru. Pripada Hrvaški.
Ovrata, v nekaterih zemljevidih imenovana tudi Ovrat, leži v Narodnem parku Mljet obkrožena z otočkoma Moračnik in Kobrava, vzhodno od Tajnika, od katerega je oddaljena okoli 0,6 km. Površina otočka meri 0,036 km. Dolžina obalnega pasu je 1,18 km. Najvišji vrh je visok 32 mnm.